# Шерика Џексон
Шерика Џексон (енгл. Shericka Jackson; рођена 16. јула 1994.) је јамајчанска атлетичарка, кoја се такмичи у спринтерским дисциплинама, у тркама на 100, 200 и 400 метара. У трци на 100 м, она је пета најбржа жена свих времена, док је на 200 м друга најбржа жена икада.
Џексонова је каријеру започела као тркачица на 400 м. У овој дисциплини освојила је појединачне бронзане медаље на Олимпијским играма у Рију 2016., Светском првенству 2015. и Светском првенству 2019. Освојила је сребро у штафети 4 x 400 м на Олимпијским играма 2016, затим злато и бронзу на Светском првенству 2015. и 2019. године. На првенству 2019. такође је освојила злато у штафети 4 x 100 м.
Након што се Џексонова фокусирала на кратке спринтове 2021. године, освојила је бронзу на 100 м на Олимпијским играма у Токију 2020, а затим и злато у штафети 4 x 100 м и бронзу у штафети 4 x 400 м. На Светском првенству 2022. освојила је сребро на 100 м, злато на 200 м и сребро у штафети 4 x 100 м.
Џексонова је први такмичар (у обе конкуренције, мушкој и женској) у историји Светских првенстава који је освојио медаље на 100, 200 и 400 метара, укључујући штафете 4 x 100 и 4 x 400 метара. Она је такође друга атлетичарка у историји, иза Марите Кох која је освојила медаље на 100, 200, 400, 4 x 100 и 4 x 400 метара на Светском првенству и/или Олимпијским играма.

## Каријера

### 2021
Под вођством познатог тренера Стивена Френсиса, Џексонова се фокусирала на кратки спринт: трке на 100 и 200 метара. Тако је сезону 2021, почела личним рекордима од 10,77 и 21.82 секунди истрчаним на Олимпијским квалификацијама у Кингстону на Јамајци.
Била је трећа на 100 м на одложеним Олимпијским играма у Токију 2020., одмах иза сународнице Шели-Ен Фрејзер-Прајс. Јамајчанке су освојиле све три медаље, и то по други пут у историји, пошто је Елејн Томпсон-Хера освојила златну медаљу.

### 2022
Џексонова је наставила да напредује током сезоне 2022. освојивши три медаље на Светском првенству у Јуџину. На Светском првенству, Џексон је освојила сребрну медаљу на 100 м у времену личног рекорда од 10,73 с, чиме је постала седма најбржа жена свих времена. Освојила је златну медаљу на 200 м у времену националног рекорда од 21,45 с, што је чини другом најбржом женом свих времена у трци на 200 метара. У финиалу трка штафета 4 x 100 м, Џексон је своју деоницу истрчала за 9,72 секунди, стигавши на циљ као друга, иза америчке спринтерке Тванише Тери. Сходно томе, она и јамајчански тим, којег су још чиниле Кемба Нелсон, Елејн Томпсон-Хера и Шели-Ен Фрејзер-Прајс, освојиле су сребрну медаљу у времену од 41,18 с, што је шесто најбрже време у историји. На митингу Дијамантске лиге у Монаку 10. августа, Џексон је спустила лични рекорд на 100 м на 10,71 с, стигавши тада друга иза Фрејзер-Прајс (10.62 с) и непосредно испред Мари-Жозе Талу из Обале Слоноваче која је истрчала нови афрички рекорд у времену 10,72 с. Својим резултатом, Џексон је постала шеста најбржа жена у свету икада и трећа најбржа Јамајчанка свих времена.

## Достигнућа

### Лични рекорди
| Дисциплина          | време (секунде.стотинке) | Ветар (м/с) | Место одржавања       | Датум            | Напомене        |
| ------------------- | ------------------------ | ----------- | --------------------- | ---------------- | --------------- |
| 60 метара           | 7,23                     | -1,2        | Шпански град, Јамајка | 5. фебруар 2022. |                 |
| 60 метара у дворани | 7,04                     | Н/Д         | Београд Србија        | 18. март 2022    |                 |
| 100 метара          | 10,65                    | +1,0        | Кингстон, Јамајка     | 7. јул 2023.     | 5. свих времена |
| 200 метара          | 21,.41                   | +0,1        | Будимпешта, Мађарска  | 25. август 2023. | 2. свих времена |
| 400 метара          | 49,47                    | Н/Д         | Доха, Катар           | 3. октобар 2019. |                 |

### Међународна такмичења
| Година | Такмичење                          | Место                        | Позиција | Дисциплина              | Резултат | Белешка |
| ------ | ---------------------------------- | ---------------------------- | -------- | ----------------------- | -------- | ------- |
| 2011.  | Светско првенство за млађе јуниоре | Вилнев д’Аск, Француска      | 3.       | 200 м                   | 23,62    |         |
| 2011.  | Светско првенство за млађе јуниоре | Вилнев д’Аск, Француска      | 1.       | Штафета 100-200-300-400 | 2:03,42  |         |
| 2012.  | Светско првенство за јуниоре       | Барселона, Шпанија           | 8.       | 200 м                   | 23,53    |         |
| 2012.  | Светско првенство за јуниоре       | Барселона, Шпанија           | 2.       | 4 × 400 м               | 3:32,97  |         |
| 2015.  | Светско првенство                  | Пекинг, Кина                 | 3.       | 400 м                   | 49,99    |         |
| 2015.  | Светско првенство                  | Пекинг, Кина                 | 1.       | 4 × 400 м               | 3:19,13  |         |
| 2016.  | Олимпијске игре                    | Рио де Жанеиро, Бразил       | 3.       | 400 м                   | 49,85    |         |
| 2016.  | Олимпијске игре                    | Рио де Жанеиро, Бразил       | 2.       | 4 × 400 м               | 3:20,34  |         |
| 2017.  | Светско првенство                  | Лондон, Уједињено Краљевство | 5.       | 400 м                   | 50,76    |         |
| 2017.  | Светско првенство                  | Лондон, Уједињено Краљевство | Одустале | 4 × 400 м               | Одустале |         |
| 2019.  | Светско првенство                  | Доха, Катар                  | 3.       | 400 м                   | 49,47    |         |
| 2019.  | Светско првенство                  | Доха, Катар                  | 1.       | 4 × 100 м               | 41,44    | СРС     |
| 2019.  | Светско првенство                  | Доха, Катар                  | 3.       | 4 × 400 м               | 3:22,37  |         |
| 2021.  | Олимпијске игре                    | Токио, Јапан                 | 3.       | 100 м                   | 10,76    |         |
| 2021.  | Олимпијске игре                    | Токио, Јапан                 | 29.      | 200 м                   | 23,26    |         |
| 2021.  | Олимпијске игре                    | Токио, Јапан                 | 1.       | 4 × 100 м               | 41,02    |         |
| 2021.  | Олимпијске игре                    | Токио, Јапан                 | 3.       | 4 × 400 м               | 3:21,24  |         |
| 2022.  | Светско првенство у дворани        | Београд, Србија              | 6.       | 60 м                    | 7,04     |         |
| 2022.  | Светско првенство                  | Јуџин, САД                   | 2.       | 100 м                   | 10,73    |         |
| 2022.  | Светско првенство                  | Јуџин, САД                   | 1.       | 200 м                   | 21,45    | РСП     |
| 2022.  | Светско првенство                  | Јуџин, САД                   | 2.       | 4 × 100 м               | 41,18    |         |
| 2023.  | Светско првенство                  | Будимпешта, Мађарска         | 2.       | 100 м                   | 10,72    |         |
| 2023.  | Светско првенство                  | Будимпешта, Мађарска         | 1.       | 200 м                   | 21,41    |         |
| 2023.  | Светско првенство                  | Будимпешта, Мађарска         | 2.       | 4 × 100 м               | 41,21    |         |